# Паукер, Карл Егорович
Карл Егорович Паукер  (нем. Karl Heinrich von Paucker; 1820—1883) — российский филолог, латинист, профессор греческого языка и литературы.

## Биография
Родился в Митаве 7 (19) декабря 1820 года — сын Магнуса-Георга Андреевича Паукера от первого брака с Анной-Кристиной фон Багговут. Вскоре, во втором браке отца, родился его брат Герман Егорович Паукер.
Учился в Митавской гимназии (1833—1837) и по окончании курса в ней поступил в 1838 году на филологическое отделение философского факультета Дерптского университета. Получил в 1842 году степень кандидата университета и для дальнейшего образования отправился за границу; занимался в Берлинском университете, где слушал лекции Августа Бёка. 
После возвращения в Дерпт в 1848 году за диссертацию «De Sophocle herois medici sacerdote» (Dorpati, 1850) получил учёную степень магистра. В марте 1850 года Паукер был назначен старшим учителем греческого языка в Митавской гимназии, где сумел приобрести общую любовь своих многочисленных учеников. Хотя Паукер несколько раз приглашался в заграничные университеты (в Прагу, Берлин и др.), однако не пожелал оставить своего отечества и 11 октября 1861 года принял приглашение Дерптского университета исполняющим обязанности ординарного профессора занять кафедру истории литературы, древнеклассической филологии и педагогики. В 1863 году он был в командировке за границей. В 1867—1873 годах он занимал ещё и должность директора университетской библиотеки. В марте 1870 года за сочинение «De, latinitate scriptorum historiae Augustae meletemata» (Dorpati, 1870) получил степень доктора классической филологии и в том же году утверждён в должности ординарного профессора. 
В 1872—1874 годах был деканом историко-филологического факультета. Был награждён орденом Св. Анны 2-й степени.
По выслуге 25 лет в учебном ведомстве, в октябре 1875 года он был назначен, отклонив предложение занять профессуру в Казанском университете, курляндским губернским училищным директором, а в марте 1878 года переведён на такую же должность в Ревель. После 30-летней службы вышел в отставку, чтобы посвятить себя всецело научным исследованиям, но скончался в Ревеле после продолжительной болезни уже через три года, 7 (19) августа 1833 года.
Паукер принадлежал к выдающимся филологам своего времени; главные его работы касаются истории латинского языка и преимущественно лексикографии. Перечень его многочисленных сочинений и мелких статей находится у Rönsch’a в «Nachwort zu Pauckers Vorarbeiten zur lateinischen Sprachgeschichte».
Оказал значительное влияние на воспитание и начальное образование будущего историка Леонида Арбузова, проживавшего в доме семьи Паукеров.
Был женат (с 14.02.1872) на Элизе фон Багговут (1850—1920).

## Источник
- Феттерлейн К. Паукер, Карл Егорович // Русский биографический словарь : в 25 томах. — СПб.—М., 1896—1918.